# Hrvatska demokratska zajednica
Die Hrvatska demokratska zajednica (deutsch Kroatische Demokratische Gemeinschaft), kurz HDZ, ist eine 1989 gegründete und 1990 registrierte und zugelassene politische Partei in Kroatien. Das politische Profil der HDZ durchlebte mehrere Wandlungen; galt sie in den 1990er Jahren unter Franjo Tuđman als nationalistisch oder auch rechtspopulistisch, entwickelte sie sich in den 2000er Jahren hin zu einer gemäßigteren nationalkonservativen bzw. christdemokratischen Partei. Sie wurde auf europäischer Ebene Mitglied der Europäischen Volkspartei (EVP). Unter dem Parteivorsitzenden Tomislav Karamarko (2012–2016) sahen Beobachter die Partei wieder auf einem stärkeren Rechtskurs. Seit der Wahl von Andrej Plenković zum Parteivorsitzenden (2016) orientierte sich die HDZ wieder verstärkt in Richtung der politischen Mitte.

## Politische Einordnung
Laut den kroatischen Politikwissenschaftlern Nenad Zakošek und Tomislav Maršić ist die HDZ der 1990er Jahre ideologisch als „rechte nationalistische“ Partei einzustufen, die ihre politisch dominante Position zur Durchdringung des gesamten Staatsapparates mit ihren Mitgliedern und Anhängern nutzte. Nach Tuđmans Tod und dem Machtverlust der Partei habe sie sich jedoch unter Ivo Sanader zu einer „konservativen Partei“ transformiert, die sich von den autoritären Exzessen der 1990er Jahre distanziert, extremen Nationalismus und Populismus ablehnt und auch im Kontext der europäischen konservativen und christdemokratischen Parteien Anerkennung gefunden habe. Laut Tomislav Pintarić war die HDZ im Jahr 2010 als „christdemokratische Partei“ einzuordnen. Der Historiker Heinrich August Winkler bezeichnet die HDZ unter Sanader (2003) hingegen als „nationalkonservativ“, ebenso Paul Srodecki (2013).

## Geschichte
Die HDZ wurde am 17. Juni 1989 bei einem geheimen Treffen als nationale Sammlungsbewegung gegründet, unter anderem von Stipe Mesić, Josip Manolić und Franjo Tuđman, der erster Parteipräsident wurde. Sie gab sich eine stark zentralistische Struktur und hatte Organisationen in allen Landesteilen der damaligen Sozialistischen Republik (SR) Kroatien. Seit August 1990 besteht ein Ableger in Bosnien und Herzegowina (Hrvatska demokratska zajednica Bosne i Hercegovine, HDZBiH).
Die damals nationalistische HDZ erlangte 1990 bei der ersten freien Mehrparteienwahl für das Parlament der SR Kroatien die absolute Mehrheit.
Die HDZ stand an der Spitze des sechs Parteien umfassenden „Kroatisch-demokratischen Blockes“. In der ersten Parlamentskammer hatte die HDZ 55 von 80 Sitzen gewonnen und in der zweiten 205 von 365. Mit dieser Majorität im kroatischen Parlament (Sabor) setzte sie am 22. Dezember 1990 eine neue Verfassung durch. In einer Volksabstimmung am 19. Mai 1991 entschieden sich 93,24 % der Abstimmenden für die Unabhängigkeit Kroatiens, wobei die meisten Angehörigen der serbischen Minderheit in Kroatien die Abstimmung boykottierten.
Die kroatische Teilungspolitik gegenüber Bosnien und Herzegowina zur Zeit des Krieges führte zu Auseinandersetzungen innerhalb der Partei, die spätestens beim Parteitag im Oktober 1993 sichtbar wurden. Obwohl offiziell dementiert, gab es Anzeichen dafür, dass die Politik der HDZ unter Tuđman zeitweise auf die Eingliederung eines Teils von Bosnien-Herzegowina in Kroatien abzielte. Die Gruppe um Stipe Mesić und Josip Manolić, damals die Präsidenten der beiden Parlamentskammern, verlangte eine sofortige Beendigung der aggressiven Bosnienpolitik. Auch der damalige deutsche Außenminister, Klaus Kinkel, kritisierte im Mai 1993 öffentlich den kroatischen Anteil am bosnischen Krieg.
Tuđman sprach sich für die Zentrumsströmung aus, was viele Parteianhänger brüskierte. Mesić und Manolić spalteten sich schließlich mit 15 Abgeordneten im Mai 1994 ab und gründeten die Partei Kroatische Unabhängige Demokraten (HND, Hrvatski nezavisni demokrati). Die HDZ überstand die Krise und festigte spätestens 1995 mit der Rückeroberung der serbisch besetzen Gebiete und dem Erfolg bei den Parlamentswahlen wieder ihre Macht.
Aufgrund ihrer mit der Parlamentsmehrheit erlassenen maßgeschneiderten Wahlgesetze von 1992 und 1995 war sie in der Abgeordnetenkammer deutlich stärker repräsentiert, als es ihrem prozentualen Stimmenanteil entsprach. Nach Erlangung der proklamierten Souveränität blieb das Bekenntnis zum Rechtsstaat leer. Die Trennung von Staat und Wirtschaft wurde nicht ernsthaft verfolgt; vielmehr wurde in der Praxis das Gegenteil betrieben. Ihre Neigung zum Einparteiensystem wurde im Umgang mit den Medien deutlich. Nach den Wahlsiegen von 1990 und 1992 übernahm sie die Kontrolle über alle wichtigen Medien des Landes. Außerdem distanzierte sich die HDZ nie vom faschistischen Ustascha-Regime, sondern arbeitete an dessen Rehabilitierung.
Nach Tuđmans Tod und zur Zeit der Mitte-links-Regierung Ivica Račans von 2000 bis 2003 unterzog sich die Partei Reformen. Dabei setzte sich Ivo Sanader gegen seinen schärfsten Widersacher Ivić Pašalić durch und brachte die Partei auf einen pro-europäischen, christlich-demokratischen Kurs. Außerdem wurden korrupte Parteimitglieder ausgeschlossen. Die Partei ging gestärkt aus diesen Reformen hervor und erlangte wieder größere Zustimmung unter der Bevölkerung. Sie ging mit ihrem neuen Vorsitzenden Ivo Sanader aus den Parlamentswahlen am 23. November 2003 als stärkste Partei hervor (66 der 152 Sitze im Parlament) und führte wieder die Regierung des Landes an. Da sie aber nicht über genügend Sitze für eine stabile Regierung verfügte, koalierte sie zeitweise mit der Kroatischen Sozial-Liberalen Partei (HSLS) und bis Februar 2006 mit dem Demokratischen Zentrum (DC); zudem gewann sie mehrere Kleinparteien für eine Tolerierung – unter anderem die Unabhängige Serbisch-Demokratische Partei durch Angebote an die serbische Minderheit. Bei der Präsidentschaftswahl (Stichwahl am 16. Januar 2005) unterlag die Kandidatin der HDZ, Jadranka Kosor, deutlich dem parteilosen Amtsinhaber Stjepan (Stipe) Mesić.
Nach den Parlamentswahlen im Herbst 2007 hatten die Oppositionsparteien an Stimmen hinzugewonnen. Eine Regierungsbildung schien zunächst schwierig. Die Kroatische Demokratische Union konnte sich nicht länger auf ihre bisherige Minderheitsregierung stützen; sie brauchte weitere Koalitionspartner für die Regierungsbildung, worauf sich nach Sondierungsgesprächen die bisherige oppositionelle, liberale Partei Kroatische Sozial-Liberale Partei und die Kroatische Bauernpartei einließen.
Im Rahmen der Wahlen zum Europäischen Parlament am 14. April 2013 erreichte die HDZ einen Stimmenanteil von 33 Prozent und stellt seit dem 1. Juli 2013 insgesamt sechs Abgeordnete. Sie konnte damit als Oppositionspartei wieder den ersten Platz zurückerobern.

## Liste der Parteivorsitzenden
| Nr. | Bild | Name               | Amtszeit                         |
| --- | ---- | ------------------ | -------------------------------- |
| 1.  |      | Franjo Tuđman      | 17. Juni 1989– 10. Dezember 1999 |
| K.  |      | Vladimir Šeks      | 5. Januar 2000– 29. April 2000   |
| 2.  |      | Ivo Sanader        | 29. April 2000– 4. Juli 2009     |
| 3.  |      | Jadranka Kosor     | 4. Juli 2009– 21. Mai 2012       |
| 4.  |      | Tomislav Karamarko | 21. Mai 2012– 21. Juni 2016      |
| 5.  |      | Andrej Plenković   | 17. Juli 2016–                   |

## Wahlergebnisse im Überblick
| Jahr | Wahl                | Wähleranteil                      | Parlamentssitze | Platz | Position   |
| ---- | ------------------- | --------------------------------- | --------------- | ----- | ---------- |
| 1990 | Parlamentswahl 1990 | 1. Runde 41,76 % 2. Runde 42,18 % | 205/351         | 1.    | Regierung  |
| 1992 | Parlamentswahl 1992 | 44,68 %                           | 85/138          | 1.    | Regierung  |
| 1995 | Parlamentswahl 1995 | 45,2 %                            | 75/127          | 1.    | Regierung  |
| 2000 | Parlamentswahl 2000 | 26,88 %                           | 46/151          | 2.    | Opposition |
| 2003 | Parlamentswahl 2003 | 33,9 %                            | 66/151          | 1.    | Regierung  |
| 2007 | Parlamentswahl 2007 | 36,6 %                            | 66/153          | 1.    | Regierung  |
| 2011 | Parlamentswahl 2011 | 23,8 %                            | 47/151          | 2.    | Opposition |
| 2015 | Parlamentswahl 2015 | 33,45 %                           | 59/151          | 1.    | Regierung  |
| 2016 | Parlamentswahl 2016 | 36,27 %                           | 61/151          | 1.    | Regierung  |
| 2020 | Parlamentswahl 2020 | 37,3 %                            | 66/151          | 1.    | Regierung  |